# 安徽商报
《安徽商报》是在一份由安徽日报报业集团主办的综合类都市日报，创刊于2000年1月1日，主要在安徽省内发行。